# Forellenwegsiedlung

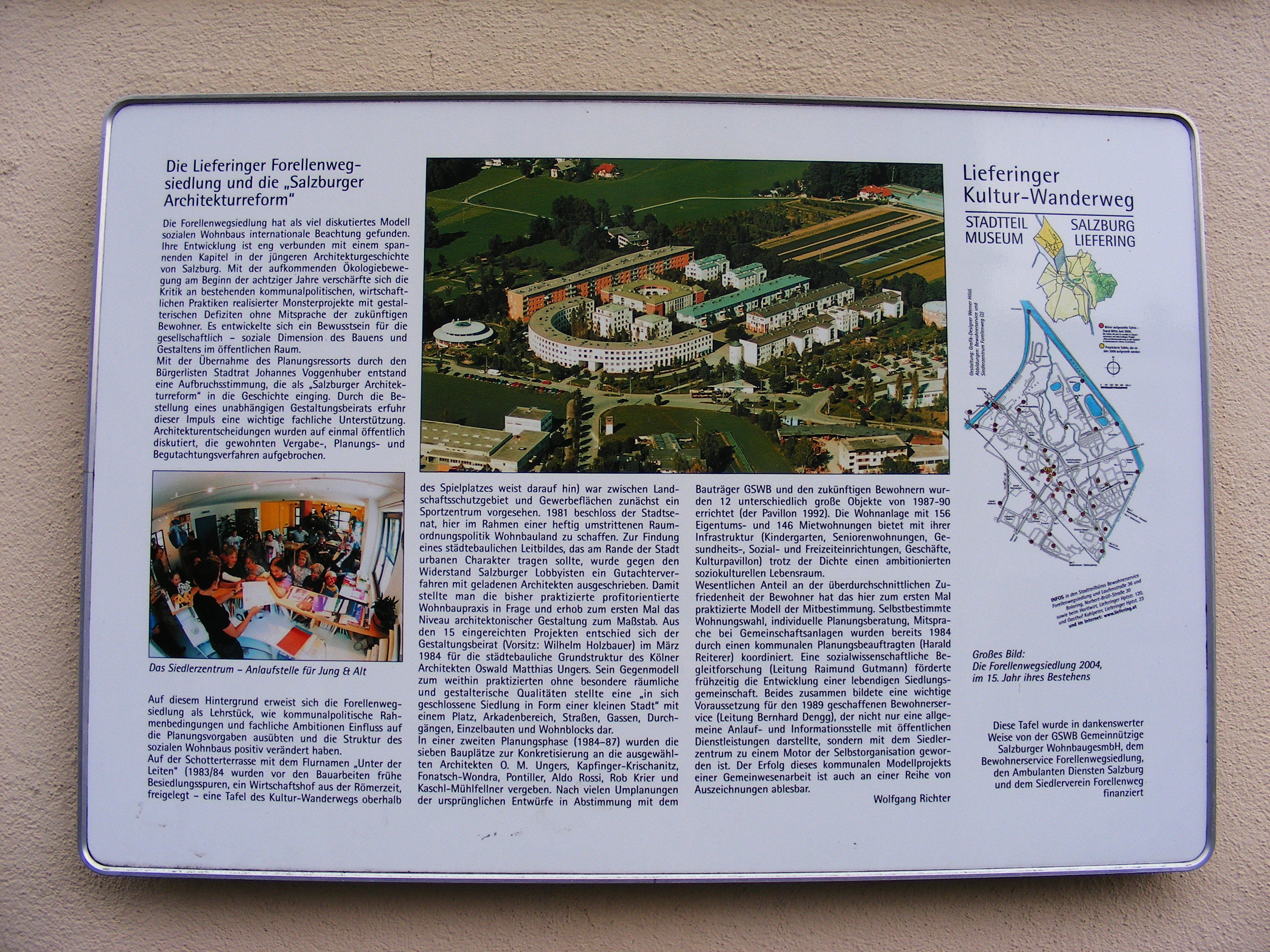
Schautafel des Lieferinger Kulturwanderwegs

Die Forellenwegsiedlung ist eine Wohnanlage im Nordwesten der Stadt Salzburg und stellt mit rund 800 Bewohnern eine der größten Siedlungen der österreichischen Landeshauptstadt dar. Dabei wurden 304 Wohneinheiten geplant, 5 Geschäftslokale, ein dreigruppiger Kindergarten, ein Veranstaltungssaal und ein Beisl. Die Forellenwegsiedlung ist Teil des geschlossenen Stadtteiles Liefering, an den Lieferinger Kulturwanderweg angebunden und heute fester Bestandteil de „Archtour“ der Stadt Salzburg.

## Geschichte

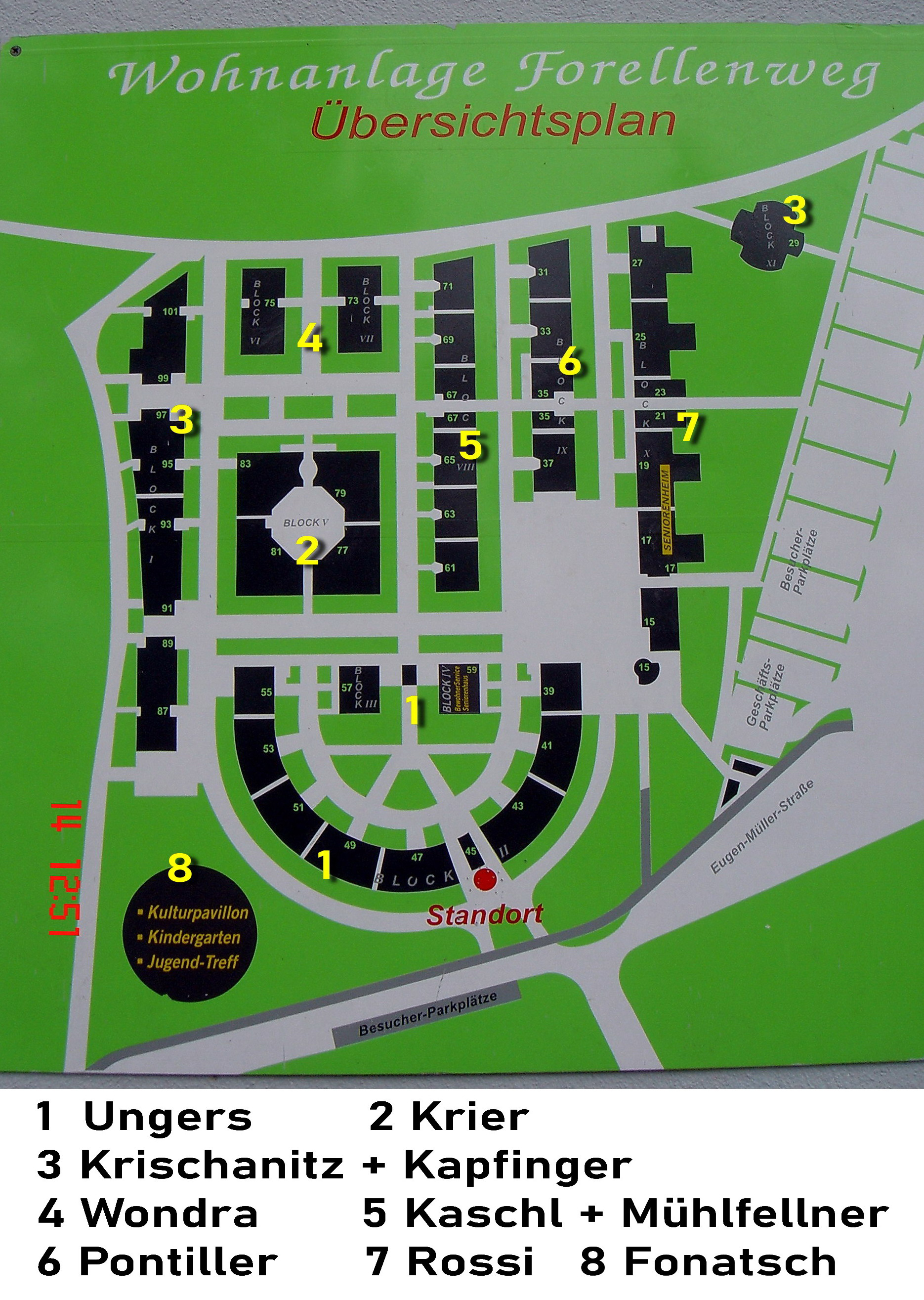
Übersichtsplan mit Eintragung der Architekten

Der Name „Forellenweg“ ist, in Befolgung einer Anregung der Peter-Pfenninger-Schenkung, auf das ehemalige Fischerdorf Liefering zurückzuführen. Der Beschluss zur Namensgebung wurde 1975 gefasst.
Die Siedlung ist eines der jüngsten Stadterweiterungsprojekte Salzburgs und wurde in den Jahren von 1983 bis 1984 (Planung) und von 1987 bis 1990 (Bauzeit) an der damals äußersten Peripherie der Stadt realisiert.
Initiiert vom damaligen Stadtrat Johannes Voggenhuber (Bürgerliste) als Modellbauvorhaben der sogenannten Architekturreform, sollte das Projekt Forellenwegsiedlung die Struktur des sozialen Wohnbaus mit der Zweckgemeinschaft Wohnbauträger-Architekt-Politiker unter Zuhilfenahme auswärtiger Architekten reformieren. Bei dem im März 1984 durchgeführten Gutachterverfahren für das Gesamtareal (Verfahren „Forellenweg 1“) „teilen sich die Projekte typologisch in drei Gruppen auf. Die größere Gruppe mit „Straßen-Platz-Hofkonzepten“ (Peter Pontiller, Rob Krier, Otto Kapfinger/Adolf Krischanitz und Reiner Kaschl/Heide Mühlfellner). Die zweite Gruppe mit stark geregelten, strukturellen Entwürfen (Franz Fonatsch/Heinz Wondra und Oswald Mathias Ungers). Die dritte Alternative (Aldo Rossi/Gianni Braghieri) besteht aus einer poetischen Interpretation des Ortes, die sich über reale Maßnahmen relativ ausschweigt.“
Darauf entschied sich „der aus namhaften Architekten zusammengesetzte Gestaltungsbeirat nach einer Diskussion im Salzburger Kongresshaus über die städtebauliche Grundstruktur der Wohnsiedlung „Forellenweg“. Nach Ansicht des Gestaltungsbeirates verdiente von den 15 zur Mitarbeit eingeladenen Architektenteams die Arbeit des Architekturprofessors Oswald Mathias Ungers den Vorzug...“ Auf den ersten Blick nimmt sich das Projekt von Prof. Ungers wie ein Römerkastell aus. Stadtrat Voggenhuber bezeichnete es als eine „kühne und moderne Lösung mit großen Plätzen und Wohnstraßen“.(...)
Für das weitere Verfahren („Forellenweg 2“) wurde, trotz  das stringente Konzept des Kölner Architekten Ungers, als städtebauliches Leitprojekt dann zum „Masterplan“ für die von sieben Architektenteams geplanten Bebauungen erklärt, bei dem dann auch der Farbkünstler Oskar Putz an der Realisierung beteiligt wurde.
Die international publizierte Forellenwegsiedlung bereicherte die österreichische Debatte um den adäquaten Wohnbau an der Peripherie und gab der Salzburger Wohnbaudiskussion einen neuen und wesentlichen Impuls. Das Projekt markierte auch den Beginn der Architekturreform, initiiert von Stadtrat Voggenhuber, hin zu mehr zeitgenössischem und qualitativem Bauen. Analog zu den Städtebausiedlungen der 1920er Jahre sollten die Plätze und Straßen als „Kleine Stadt“ eine moderne Antwort zur Salzburger Altstadt darstellen. Die anfängliche Kritik („aufgesetzte Urbanität“) bezüglich der Aufwertung des Wohnumfeldes und zur Qualität des öffentlichen Raumes war jedoch bald verstummt und man sah das Projekt auch außerhalb Österreichs als gelungenes Vorbild an. Nach 20 Jahren internationaler Anerkennung und einer Vielzahl von Preisen ist die Bewertung durchweg positiv. Maßgeblich war bei dem Modellvorhaben mit Gartenstadtcharakter die wohnungsbautypologischen Varianten, die soziale Durchmischung (Seniorenheim, Servicegebäude, Kindergarten) und die Berücksichtigung infrastruktureller Maßnahmen und eine Bushaltestelle. Die wurde zeitgleich mit dem Bau der Obuslinie 4 von der damaligen Endstation Lieferinger Spitz bis direkt in die Forellenwegsiedlung verlängert.

## Die Forellenwegsiedlung heute
Die Siedlung stellt sich heute als funktionierende Gemeinschaft aus Mietern und Eigentümern dar. Zum hohen Identitätswert tragen das Bewohnerservice und etliche Vereine und Initiativen bei. Das Bewohnerservice der Forellenwegsiedlung zeigt sich auf Grund seines Erfolges heute für den gesamten Stadtteil Liefering zuständig und unterstützt mit seiner mehr als 20-jährigen Erfahrung auch ähnliche Projekte in der Nachbarstadt Freilassing.

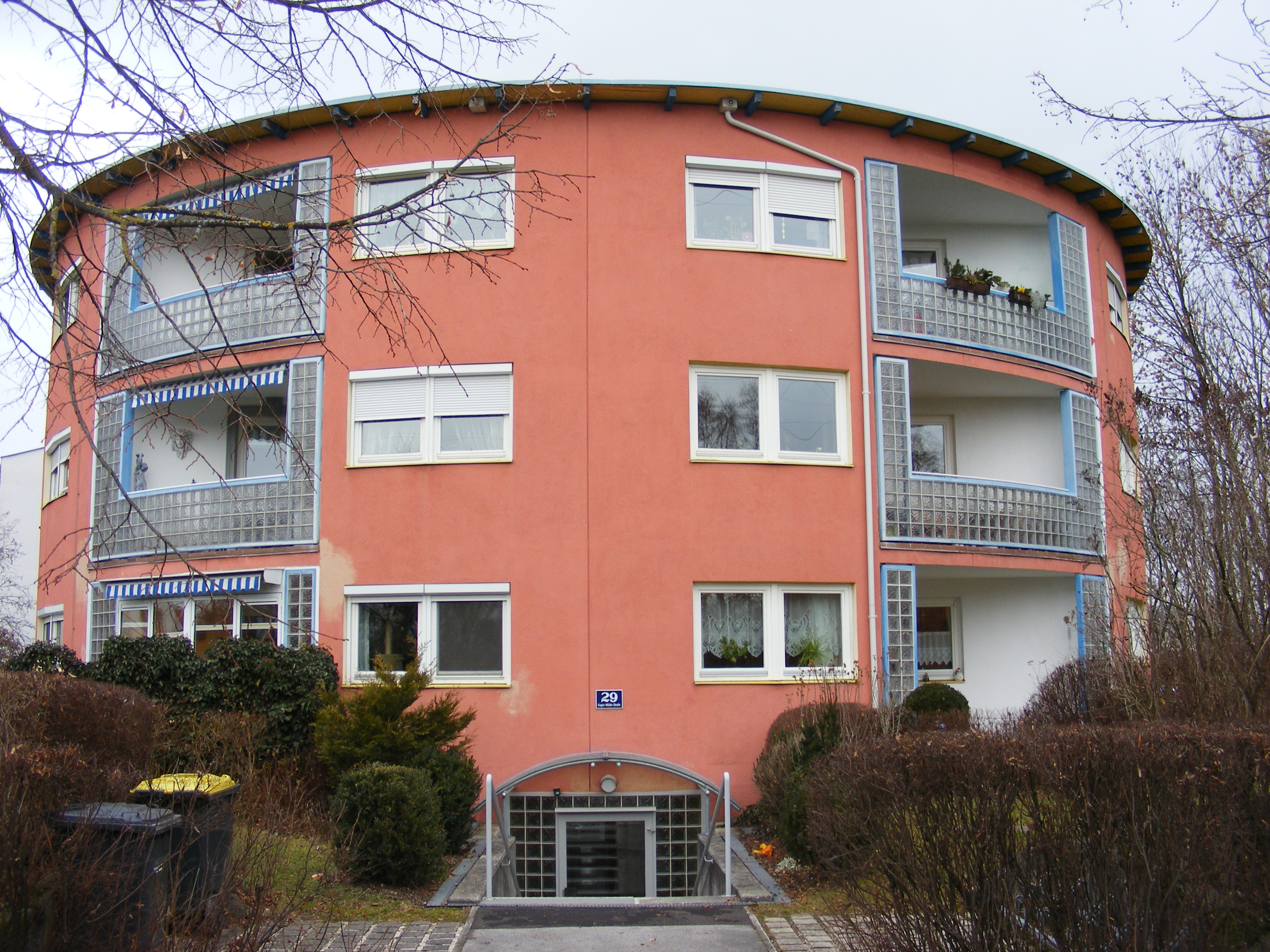
Rundgebäude Ost, Krischanitz/Kapfinger
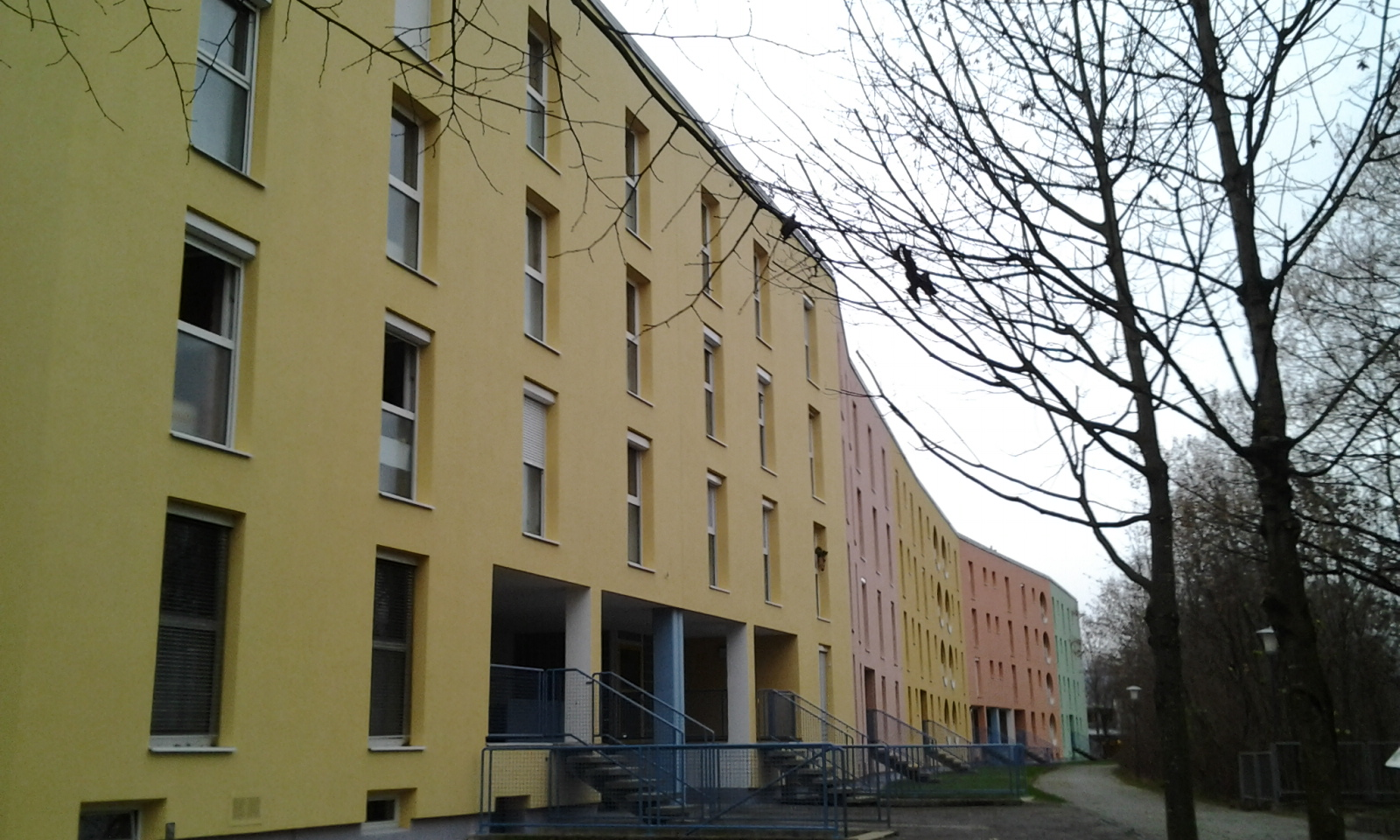
Westliche Gebäudezeile, Krischanitz/Kapfinger
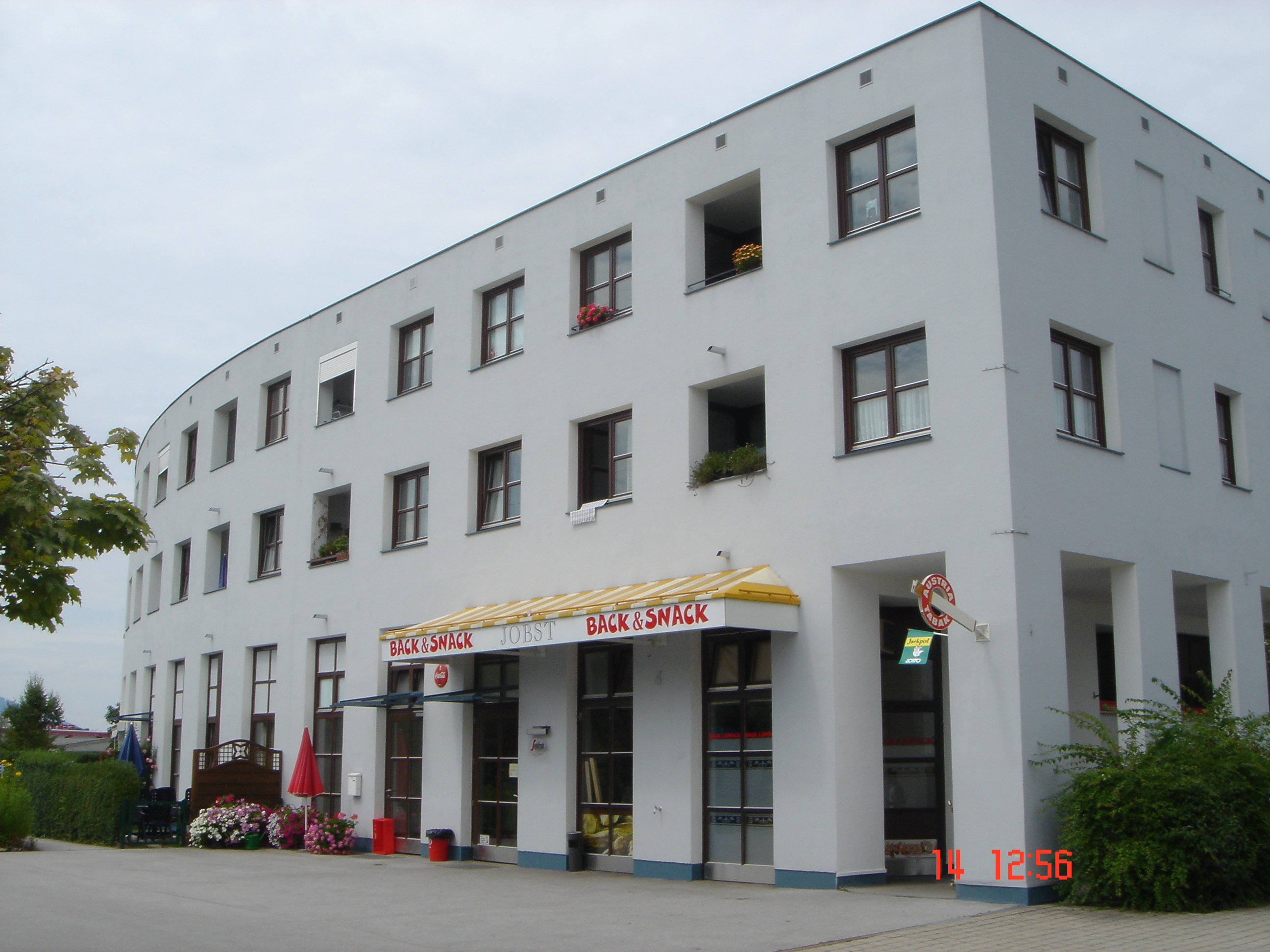
„Hufeisen“ außen, O.M. Ungers
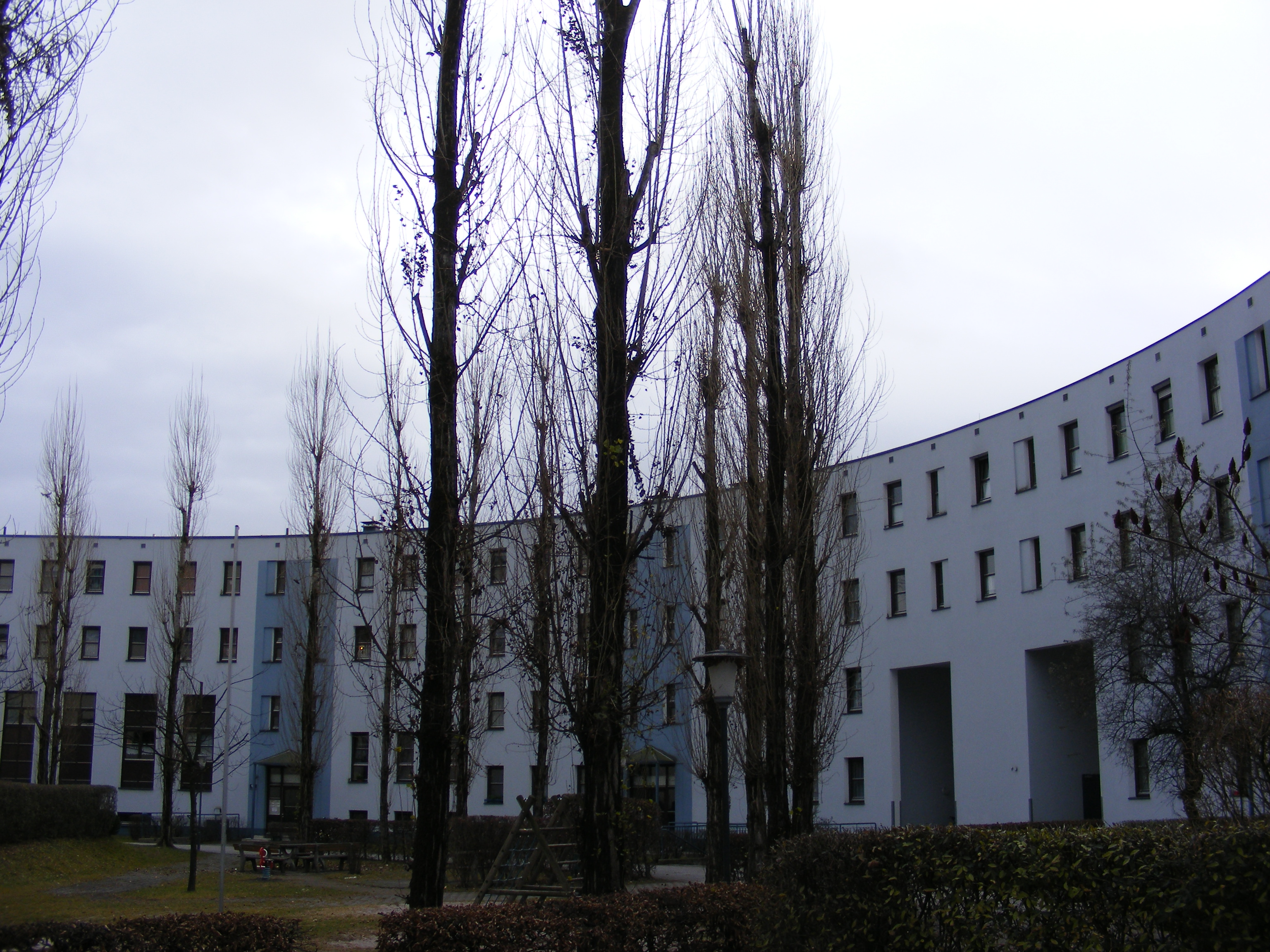
„Hufeisen“ innen, O. M. Ungers
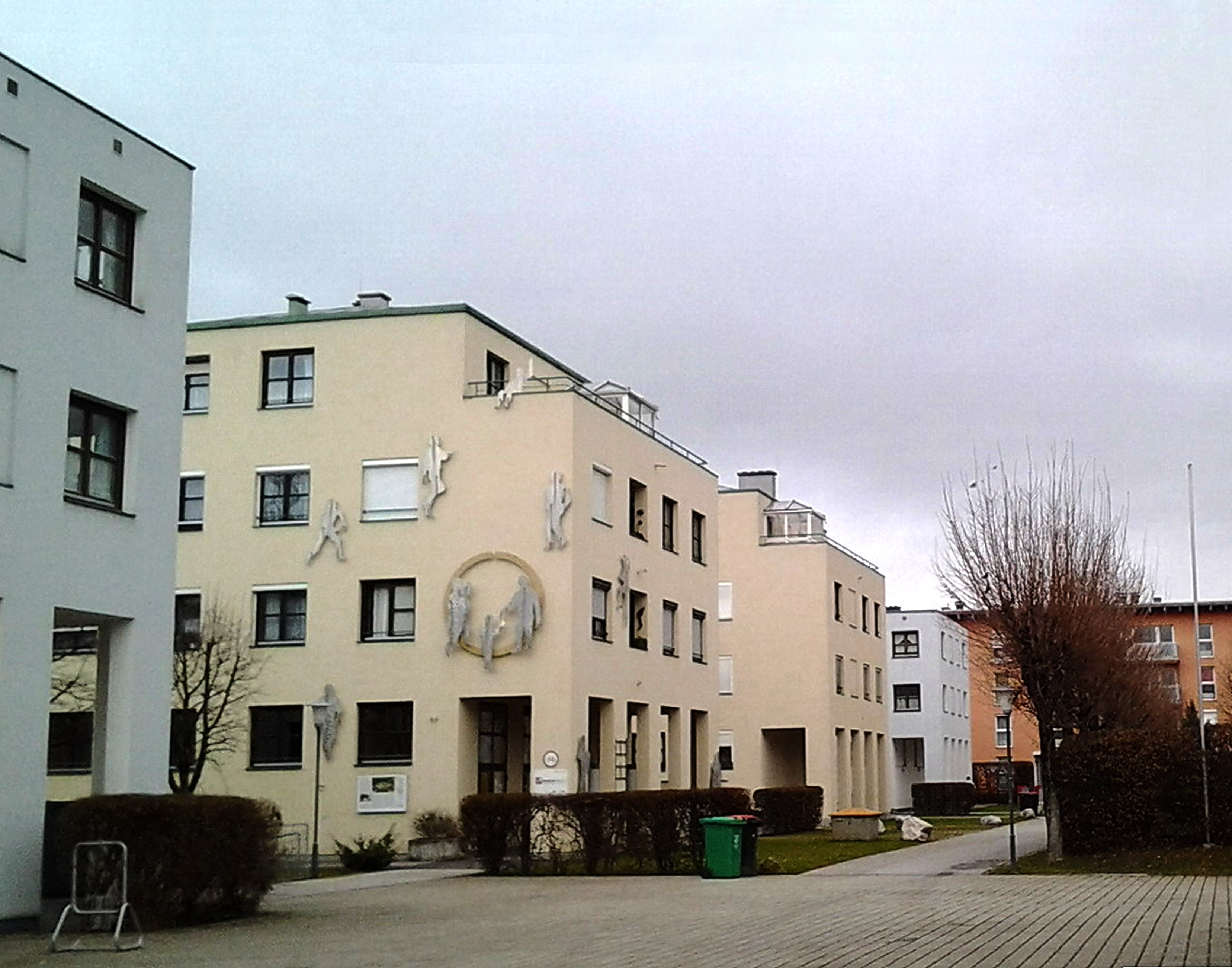
Wohnen/Servicezentrum, O.M. Ungers
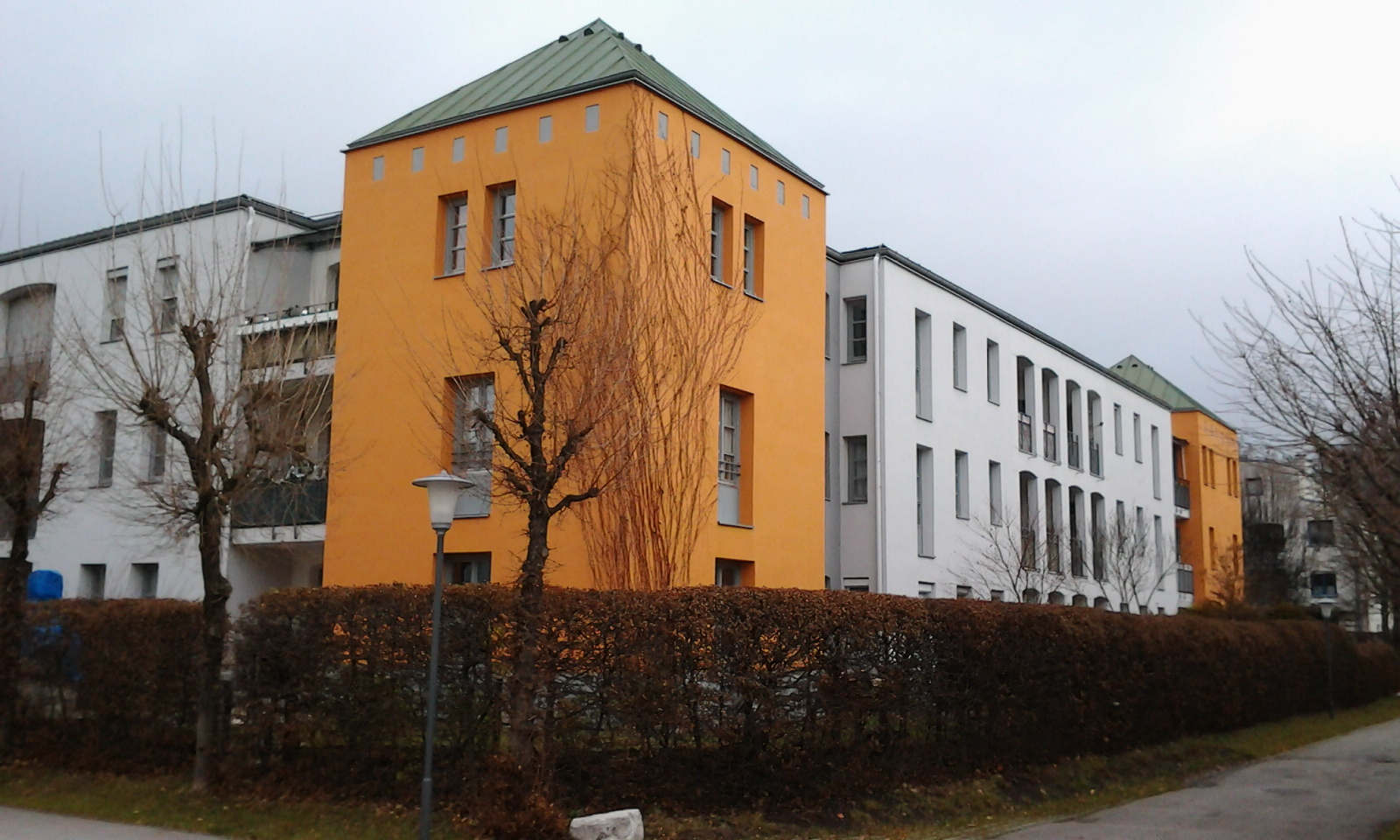
Wohnhof, Rob Krier
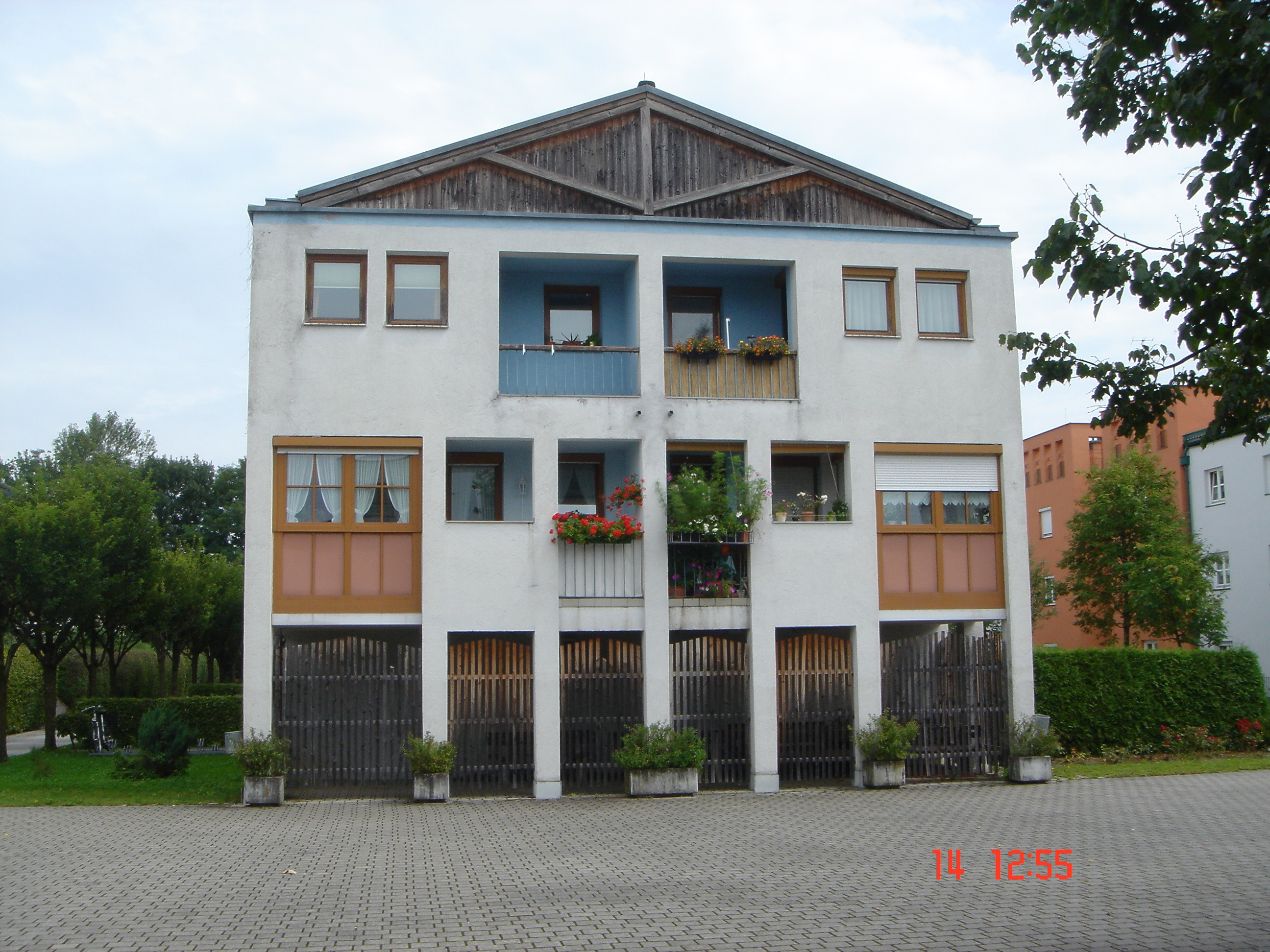
Innere Gebäudezeile, Peter Pontiller
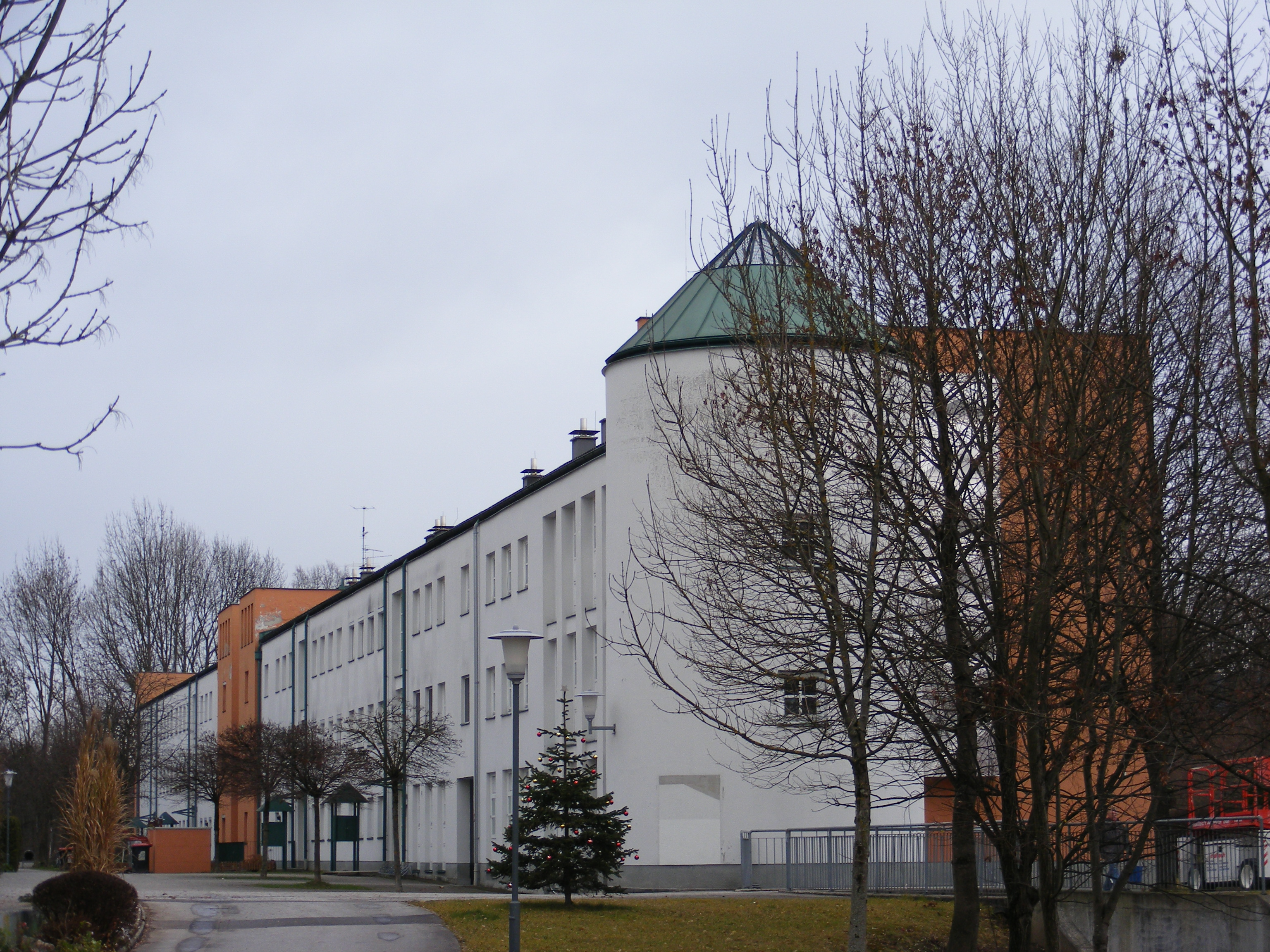
Östliche Gebäudezeile, Aldo Rossi
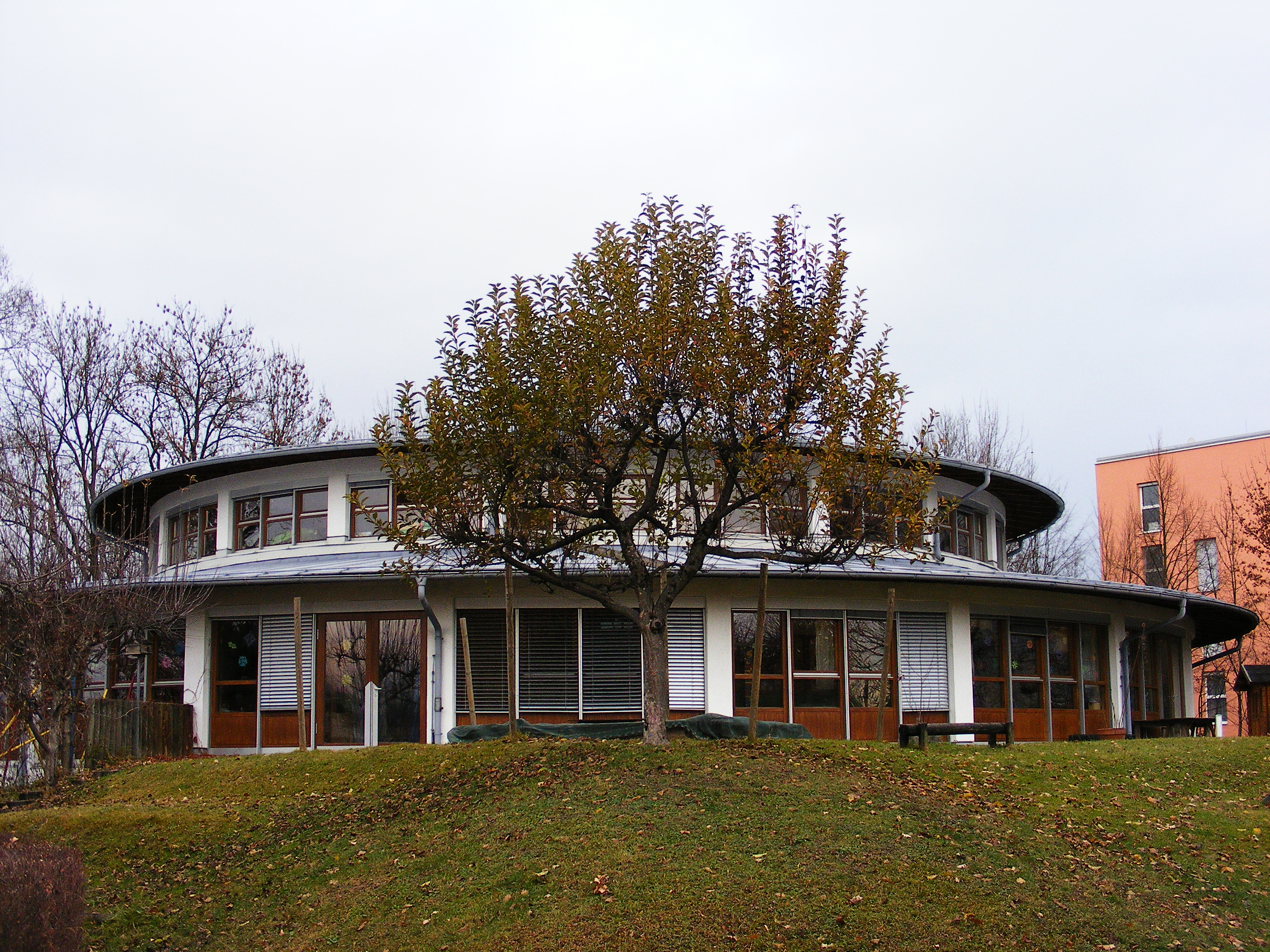
Kindergarten, Franz Fonatsch